# Heřman Lucemburský
Heřman ze Salmu, také známý jako Heřman Lucemburský (1035? – 28. září 1088) pocházel z rodu Wigerichovců, byl hrabětem ze Salmu a německým vzdorokrálem od roku 1081 až do své smrti. Od 10. století se mohli císaři Svaté říše římské stát pouze němečtí králové, kteří byli za císaře korunováni papežem.

## Volba
Heřman byl mladším synem hraběte Giselberta Lucemburského. Zatímco Jindřich IV., císař Svaté říše římské a německý král, byl během velkého saského povstání na vojenské výpravě v severní Itálii, byl Heřman zvolen saskou a švábskou šlechtou v Ochsenfurtu dne 6. srpna 1081 již druhým německým (vzdoro)králem. Arcibiskup mohučský Siegfried I. korunoval Heřmana za krále v Goslaru 26. prosince 1081. Heřmanův předchůdce jako vzdorokrál Rudolf Švábský totiž zemřel na následky zranění, které utrpěl v bitvě v říjnu 1080. Jindřich IV. se domníval, že by jej papež Řehoř VII. měl uznat za císaře, avšak ten jej exkomunikoval a prohlásil, že není hoden stát se císařem Svaté říše římské. Po konci vzniklé války byl Heřman Lucemburský dokonce korunován za císaře papežem Řehořem VII. v roce 1084. Mocensky však byla Heřmanova situace velmi prekérní.

## Podpora papeže
Hlavním předmětem sporu mezi papežem a Jindřichem bylo jmenování biskupů. Bylo zvykem, že pokud nějaký biskup zemřel, císař jmenoval nového biskupa na základě jeho církevní kvalifikace. Jindřich však jmenoval biskupy z politických důvodů, což papeže Řehoře VII. rozzlobilo, a proto zakázal jmenování biskupů od jakéhokoliv laika, včetně císaře. Do dějin tento problém vstoupil jako boj o investituru. Kvůli tomu se dostala církev do sporu s Jindřichem IV. a uznala za německého krále Rudolfa Švábského a později Heřmana ze Salmu. Naneštěstí pro Řehoře však nebyl Heřman tak silný vůdce jako byl Rudolf Švábský a to způsobilo, že Jindřichova politická a vojenská moc naopak vzrostla.

## Vojenské výpravy
Heřmanův plán shromáždit na břehu Dunaje armádu a pochodovat s ní do Itálie byl zmařen smrtí jeho největšího přívržence Oty z Nordheimu. Když v roce 1085 přišel do Saska Jindřich s armádou, Heřman uprchl do Dánska. Avšak vrátil se ve spojení s Welfem I., vévodou bavorským a porazil císaře v bitvě o Bleichfeld na řece Mohanu a přebral Würzburg. Brzy po jeho vítězství se však stal pouhým pěšákem v rukách šlechty a odešel do důchodu na své rodinné statky. Zemřel blízko Kochemu v roce 1088 a tím skončilo velké saské povstání.
Jeho manželka, Sofie z Formbachu, mu zanechala syna, Otu, který se stal jeho nástupcem v Salmu.